# Jüri Ratas

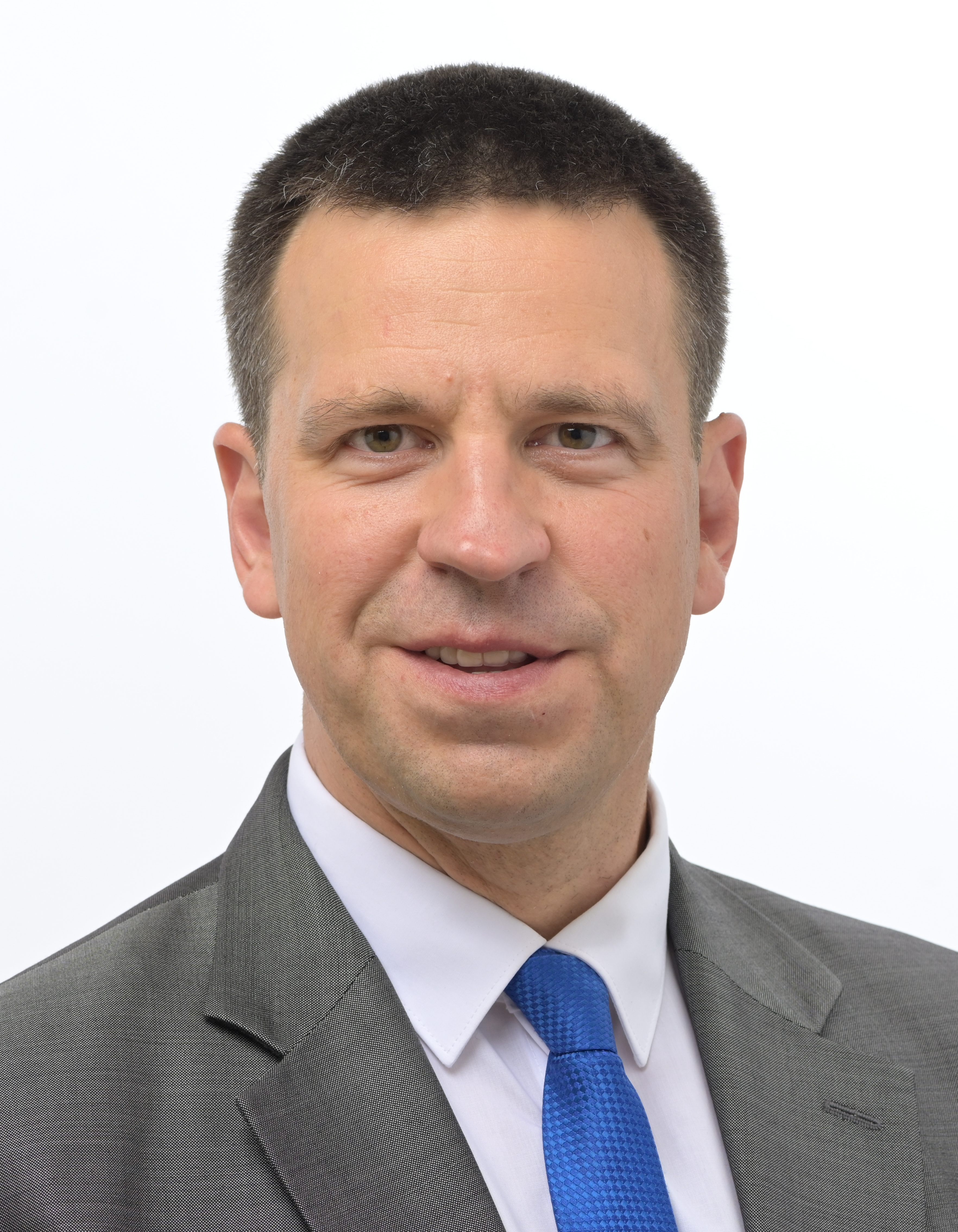
Jüri Ratas (2024)

Jüri Ratas (* 2. Juli 1978 in Tallinn) ist ein estnischer Politiker (Isamaa), seit 2024 Mitglied des Europäischen Parlaments. Von 2016 bis 2021 war er estnischer Premierminister.

## Leben
Jüri Ratas wurde als Sohn des estnischen Biologieprofessors, Umweltaktivisten und Politikers Rein Ratas (* 1938) geboren. Sein Vater war von 1992 bis 1999 Staatssekretär im estnischen Umweltministerium und ist langjähriger Abgeordneter des estnischen Parlaments (Riigikogu).
Ratas schloss 1996 das Gymnasium im Tallinner Stadtteil Nõmme ab. Im Jahr 2002 beendete er sein Master-Studium an der wirtschaftswissenschaftlichen Fakultät der Technischen Universität Tallinn. Diesem folgte 2005 ein zusätzlicher Bachelor-Abschluss im Fachbereich Rechtswissenschaften der Universität Tartu.

### Politische Karriere
Jüri Ratas war nach seinem Abitur zunächst in der Privatwirtschaft bei verschiedenen Firmen tätig. Im August 2000 trat er der Estnischen Zentrumspartei bei. Im Februar 2002 wurde er wirtschaftspolitischer Berater des Tallinner Oberbürgermeisters und damaligen Vorsitzenden der Zentrumspartei, Edgar Savisaar. Im April 2003 wurde Ratas stellvertretender Bürgermeister der estnischen Hauptstadt. Im November 2005 wählte ihn der Stadtrat zum Oberbürgermeister von Tallinn. Er hatte das Amt bis März 2007 inne. Als Oberbürgermeister war er Mitinitiator der Aktion Umwelthauptstadt Europas der Europäischen Union. Bei der Parlamentswahl im März 2007 wurde Ratas als Abgeordneter in den Riigikogu, das estnische Parlament, gewählt. Das Plenum bestimmte Ratas im April 2007 zum Vizepräsidenten des Parlaments.
Am 5. November 2016 wurde der damals 38-jährige Ratas zum Nachfolger des langjährigen Parteivorsitzenden der estnischen Zentrumspartei (Eesti Keskerakond), Edgar Savisaar, gewählt, der nicht mehr antrat. Nach dem Zusammenbruch der bisherigen Regierungskoalition aus Reformpartei, Sozialdemokratischen und IRL unter Ministerpräsident Taavi Rõivas gelang Ratas die Bildung einer neuen Koalition aus Zentrumspartei, Sozialdemokraten und IRL. Am 21. November wurde er vom Parlament mit der Bildung einer neuen Regierung beauftragt. Die neue Koalitionsregierung unter ihm als Ministerpräsident (Kabinett Ratas I) nahm am 23. November 2016 offiziell ihre Amtsgeschäfte auf.
Sechseinhalb Wochen nach der Wahl Anfang März wurde Ratas am 17. April 2019 durch das Parlament im Amt bestätigt. Er stand von da an einer Koalition seiner Zentrumspartei mit der aus der IRL hervorgegangenen Isamaa und der rechtspopulistischen EKRE (Kabinett Ratas II) vor. Wahlsiegerin Kaja Kallas von der Reformpartei war zuvor mit dem Versuch einer Regierungsbildung gescheitert.
Am 13. Januar 2021 kündigte Juri Ratas seinen Rücktritt vom Amt des Premierministers an. Hintergrund waren Ermittlungen wegen Coronahilfskrediten des staatlichen Finanzierungsinstituts in Verbindung mit einem Immobilienprojekt, bei denen wiederum ein Zusammenhang zu Großspenden an die Partei des Premierministers gesehen wurde. Ratas gab an, die politische Verantwortung zu übernehmen und die Ermittlungen der Staatsanwaltschaft wegen Korruptionsvorwürfen zu unterstützen. Die Koalition war zuvor schon aufgrund verbaler Ausfälle der Parteiführer der EKRE Mart und Martin Helme belastet gewesen. Staatspräsidentin Kersti Kaljulaid erteilte daraufhin wieder Oppositionsführerin Kaja Kallas den Auftrag, in Nachfolge Ratas eine neue Regierung zu bilden. Seine Nachfolgerin, Kaja Kallas, übernahm das Amt am 26. Januar 2021.
Am 18. März 2021 wurde Ratas anstelle des EKRE-Politikers Henn Põlluaas zum neuen Präsidenten des Riigikogu gewählt. Mit Zusammentritt der 15. Legislaturperiode des Riigikogu am 10. April 2023 wurde Lauri Hussar (Eesti 200) zu Ratas' Nachfolger als Parlamentspräsident gewählt. Ratas wurde einer der beiden Vizepräsidenten des Parlaments.
Nach der für die Zentrumspartei eher enttäuschenden Parlamentswahl 2023 verblieb die Partei in der Opposition. Ratas kandidierte im September 2023 nicht mehr für den Parteivorsitz (Nachfolger: Mihhail Kõlvart). Am 29. Januar 2024 trat er aus der Zentrumspartei aus, um sich stattdessen der Partei Vaterland (Isamaa) anzuschließen. Bei der Europawahl 2024 gelang es ihm für seine neue Partei ein Mandat zu erzielen, woraufhin er ins Europäische Parlament wechselte. Dort wurde er im Ausschuss für Industrie, Forschung und Energie tätig.

### Privates
Jüri Ratas ist mit Karin Ratas verheiratet. Das Paar hat eine Tochter und zwei Söhne.
Von 2012 bis 2016 war er Präsident des estnischen Basketballverbandes.